# 造園コンサルタント
造園コンサルタント（ぞうえんコンサルタント）は、造園に関するコンサルティングを行う職業・職種。ランドスケープコンサルタントと呼ばれる建設コンサルタントも、造園コンサルタントであるほか、建設業法による造園業や園芸店を営む事業者、造園建材や遊具等を製作するメーカーが、自身の主たる業務に関連する技術で技術相談に応じる、技術支援を行うなどの造園コンサルタントを兼業する場合や、造園業者などでは設計監理、庭園や建物緑地・緑化空間の特に維持管理に関するコンサルティングを手がける場合がある。
そのほか、農場、園芸場や園芸店、植木他など造園業の経営をコンサルタントするもの、観光施設などとしてのガーデン運営や園芸体験などをコンサルタントするもの、法面や壁面などの緑化に関する技術相談、農業土木技術や林産技術を造園分野に応用する事業を展開するもの、造園型の環境ビジネスコンサルティングを行うものなどがある。造園コンサルタントとして従事する者を造園コンサルタントエンジニアまたは造園コンサルティングエンジニアと呼ばれる。
建設コンサルタントの日本技術開発に所属する恒村則之は造園雑誌（日本造園学会誌）に寄稿した論文『総合建設コンサルタントにおける造園の課題』において、造園コンサルタントエンジニアとは、簡単に定義すればつぎのように考えることができるとし、主として緑を主体とする自然的要素に係る空間の保全、整備、創出を通して、社会が望む豊かで商いのある、快適な生活環境の形成に主導的に寄与する技術者である、と綴っている。またこれを踏まえ、従来の大学における教育方針は研究者と官僚の養成に重点がおかれがちであったが、今やコンサルタントエンジニア育成のカリキュラムを充実する時代にきていること、さらに造園が社会的に評価されるに伴って、有能な造園技術者の育成が極めて重要になってくるため、総合建設コンサルタントでは、建設コンサルタントエンジニアは内部的には他の専門分野の技術者と対等に渡り合える造園技術者でなければいけないし、外部的には社会的要請に的確に答えられるコンサルタントエンジニアでなければならない、としている。